# Yaw Preko
Yaw Preko (Accra, 8 september 1974) is een voormalig Ghanese voetballer die speelde als aanvaller.

## Clubcarrière
Preko, een aanvaller, begon bij de jeugd van Powerlines in Ghana maar trok al snel naar Hearts of Oak. In 1990, Preko was toen zestien jaar, haalde RSC Anderlecht hem naar België. Daar speelde hij nog twee jaar bij de jeugd, maar in 1992 debuteerde hij in het A-elftal van trainer Luka Peruzović. De jonge Ghanees speelde vijf wedstrijden dat seizoen.
In 1993 werd Peruzovic ontslagen en vervangen door Johan Boskamp. Onder diens gezag kreeg de Ghanees meer speelkansen en scoorde hij ook vaker. Hij werd met Anderlecht drie keer kampioen en won één keer de Beker van België. In 1997 verliet hij de Brusselse club.
Preko trok naar het Turkse Gaziantepspor. Daar werd hij ook een vaste waarde en scoorde hij ook vaak, het leverde hem in 1999 een transfer op naar Fenerbahçe SK. Na één seizoen vertrok hij daar al en ging naar Yimpaş Yozgatspor, zijn derde Turkse club.
In 2002 kwam Preko opnieuw bij Gaziantepspor terecht, waar hij nu opnieuw twee seizoenen bleef alvorens naar het Zweedse Halmstads BK te vertrekken.
Na twee seizoenen in Zweden trok Preko naar het Arabische Al Ittifaq. 

## Interlandcarrière
Preko speelde ook 68 keer voor de nationale ploeg van Ghana. In 2007 vertrok hij naar Vietnam. Een jaar later stopte hij met voetballen.

## Clubstatistieken
| seizoen | club              | land          | competitie           | wed. | goals |
| ------- | ----------------- | ------------- | -------------------- | ---- | ----- |
| 1991/92 | Hearts of Oak     | Ghana         | Premier League       | 31   | 9     |
| 1992/93 | RSC Anderlecht    | België        | Jupiler League       | 5    | 0     |
| 1993/94 | RSC Anderlecht    | België        | Jupiler League       | 11   | 1     |
| 1994/95 | RSC Anderlecht    | België        | Jupiler League       | 28   | 9     |
| 1995/96 | RSC Anderlecht    | België        | Jupiler League       | 20   | 11    |
| 1996/97 | RSC Anderlecht    | België        | Jupiler League       | 28   | 6     |
| 1997/98 | Gaziantepspor     | Turkije       | Süper Lig            | 33   | 9     |
| 1998/99 | Gaziantepspor     | Turkije       | Süper Lig            | 24   | 7     |
| 1999/00 | Fenerbahçe        | Turkije       | Süper Lig            | 22   | 7     |
| 2000-02 | Yozgatspor        | Turkije       | Süper Lig            | 55   | 21    |
| 2002-04 | Gaziantepspor     | Turkije       | Süper Lig            | 4    | 3     |
| 2004/05 | Halmstad          | Zweden        | Allsvenskan          | 49   | 11    |
| 2005-07 | Al-Ittifaq        | Saoedi-Arabië | Saudi Premier League | 2    | 1     |
| 2007-08 | Hoang Anh Gia Lai | Vietnam       | V-League             | 2    | 0     |

## Trivia
- In 1995 verscheen hij samen met Anderlecht-ploegmaats Bruno Versavel, Philip Haagdoren, Danny Boffin, Marc Emmers en Johny Bosman in een aflevering van F.C. De Kampioenen genaamd "Mijnheer Constant" (seizoen 6) vernoemd naar voorzitter Constant Vanden Stock die ook een cameo heeft gemaakt.